# Şeyh Galip

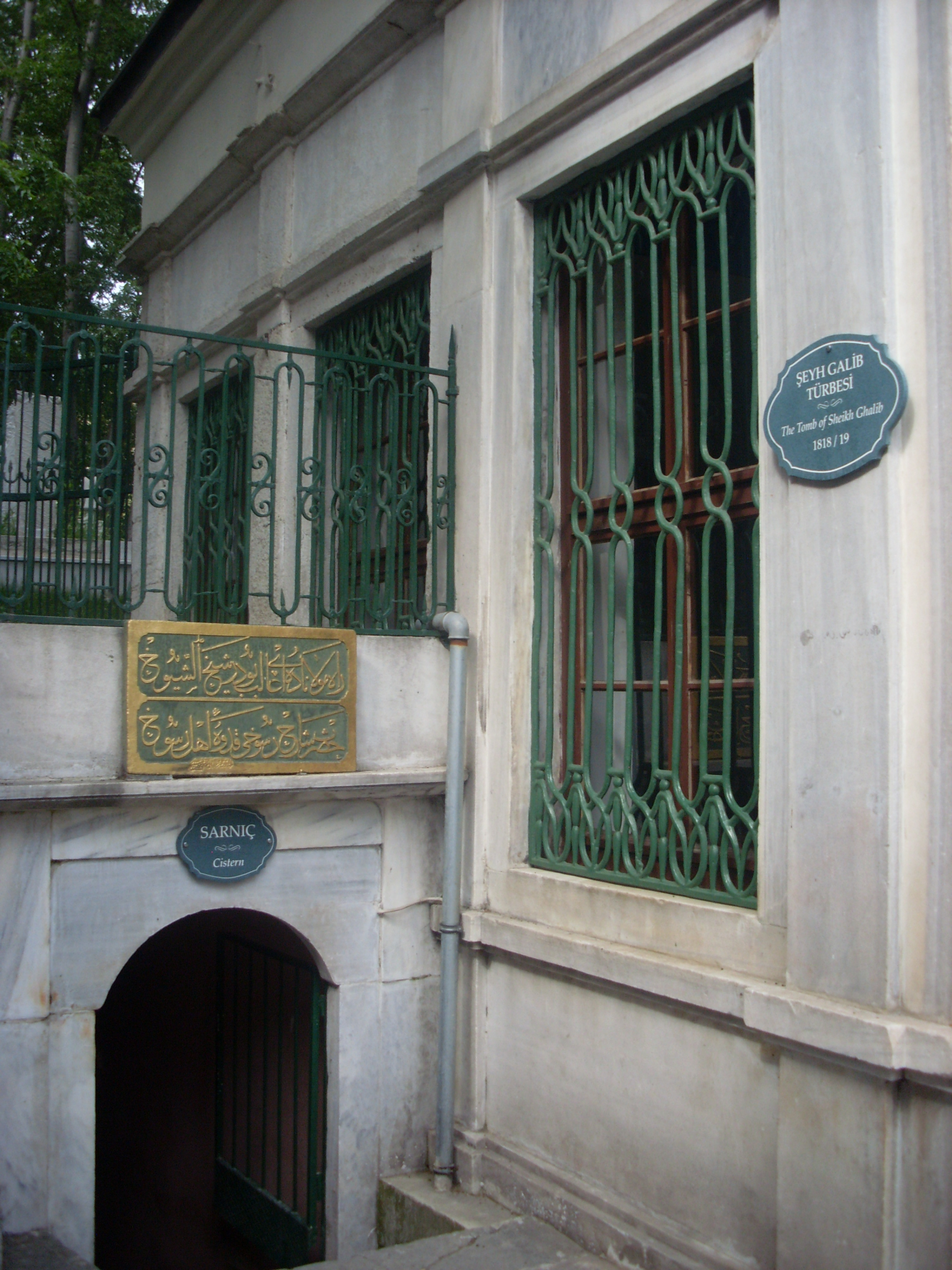
Die Türbe des Scheich Galip in Galata

Şeyh Galip, auch Scheich Gâlib, eigentlich Mehmed Es'ad (* 1757 in Istanbul; † 3. Januar 1799), war ein osmanischer Dichter und Mevlevi-Scheich.
1783 stellte er sein Hauptwerk Hüsn ü Aşk (Schönheit und Liebe), ein allegorisches Mesnevi aus 2101 Versen, fertig und trat kurze Zeit später dem Mevlevi-Orden bei. 1791 wurde er Scheich des Mevlevihane in Galata. 1799 starb er an Tuberkulose.
Die nach ihm benannte Galip Dede Caddesi in Istanbul führt vom Tünel-Platz zum Galata-Turm.